# Albanyà
Albanyà és un municipi de la comarca de l'Alt Empordà, a les Comarques Gironines, a 239 metres d'altitud. Forma part del consorci Salines-Bassegoda i està inclòs al PEIN de l'Alta Garrotxa.

## Història
La zona és habitada des de temps prehistòrics. Ho demostren diferents vestigis arqueològics, com ara el jaciment de la cova de la Pólvora i la tomba megalítica o cista de la Creu de Principi.
En el primer mil·lenni de la nostra era hi varen arribar els àrabs, però no en queda cap rastre. Albanyà apareix documentat per primera vegada -amb el nom d'Albanianum- el 844, en un diploma del rei franc Carles el Calb a favor de l'abat Dòmnul, que hi va fundar el 820 un dels monestirs benedictins més antics de Catalunya: Sant Pere d'Albanyà, que, a partir del 869, va passar a dependre de Santa Maria d'Arles (Vallespir).

## Formació del municipi
L'any 1969 el municipi d'Albanyà va incorporar el municipì de Bassegoda, que tenia capital a Lliurona. Això va comportar el canvi de comarca del vell municipi, de la Garrotxa a l'Alt Empordà.
Albanyà ja havia incorporat el 1846 els termes de Carbonills i Els Horts. Per la seva part, Bassegoda havia incorporat el 1846 els termes de Corsavell, Lliurona, Pincaró, Ribelles i Sous.
La línia que delimita la separació amb Costoja no segueix la carena, sinó que baixa a la Muga: es tracta d'un fet reconegut al Tractat dels Pirineus, causat pel fet que el poble de Costoja és a dalt de la carena, i a canvi de la superfície que envolta l'Ermita de les Salines, ubicada al nord de la divisòria d'aigües, dins del municipi de Maçanet de Cabrenys.

## Geografia
- Llista de topònims d'Albanyà (Orografia: muntanyes, serres, collades, indrets..; hidrografia: rius, fonts...; edificis: cases, masies, esglésies, etc).

## Economia
Els camps de conreu de cereals, patates, llegums i farratge, les hortes a la vora de la Muga, la pastura de bestiar i, sobretot, els boscos de roures, d'alzines, de pins i les boixedes van ser activitats econòmiques de la zona. El principal recurs era la producció de carbó vegetal en carboneres, que es venia a les ciutats fins que va aparèixer el gas butà a mitjans del segle xx. En aquest moment va començar un important descens de la població, i el consegüent abandonament de masies i veïnats. Actualment s'estan restaurant moltes cases, bé perquè s'hi instal·len neorurals, bé com a segones residències. L'augment del turisme de la natura i d'altres activitats d'oci com la caça o els bolets mantenen indústries del sector de l'hostaleria, com ara restaurants (Cal Tet...), comerços (Cal Music...), i un càmping. També es manté l'explotació del bosc, per vendre'n la llenya. Hi ha alguna activitat agrícola, però la majoria de la gent treballa a Figueres o en altres llocs de la comarca.

## Demografia
| Entitat de població | Habitants (2023) |
| Albanyà             | 100              |
| Lliurona            | 50               |
| Molí de Baix        | 11               |
| Bassegoda           | 9                |
| Molí de Dalt        | 7                |
| Carbonills          | 5                |
| Ribelles            | 0                |
| Sous                | 0                |
| Corsavell           | 0                |
| Pincaró             | 0                |
| Font: Idescat       |                  |

| 1497 f | 1515 f | 1553 f | 1717 | 1787 | 1857  | 1877 | 1887 | 1900 | 1910 |
| ------ | ------ | ------ | ---- | ---- | ----- | ---- | ---- | ---- | ---- |
| 17     | 13     | 28     | 298  | 594  | 1.059 | 935  | 921  | 769  | 795  |

| 1920 | 1930 | 1940 | 1950 | 1960 | 1970 | 1981 | 1990 | 1992 | 1994 |
| ---- | ---- | ---- | ---- | ---- | ---- | ---- | ---- | ---- | ---- |
| 753  | 705  | 528  | 442  | 334  | 187  | 121  | 108  | 113  | 113  |

| 1996 | 1998 | 2000 | 2002 | 2004 | 2006 | 2008 | 2010 | 2012 | 2014 |
| ---- | ---- | ---- | ---- | ---- | ---- | ---- | ---- | ---- | ---- |
| 123  | 131  | 128  | 110  | 135  | 137  | 143  | 149  | 153  | 155  |

| 2016 | 2018 | 2020 | 2022 | 2024 | 2026 | 2028 | 2030 | 2032 | 2034 |
| ---- | ---- | ---- | ---- | ---- | ---- | ---- | ---- | ---- | ---- |
| 147  | 139  | 155  | 180  | 168  | -    | -    | -    | -    | -    |

## Llocs d'interès
- Portal d'Albanyà, porta antiga de la muralla de la població del segle xii, declarat Bé cultural d'interès nacional (BCIN).
- Torre de Corsavell, entre el puig de la Plana i la solana de can Nou, declarada BCIN.
- Mas Sobirà, ruïnes de l'antiga masia fortificada a la vall de Ribelles, declarat BCIN.
- Cista de la Creu de Principi, monument megalític.
- Sant Vicenç de Principi, església romànica en ruïnes del segle ix.
- Sant Pere d'Albanyà, església parroquial d'estil romànic del segle x. Correspon a l'antic monestir benedictí del segle ix, fundat pel monjo Dòmul l'any 844.
- Sant Miquel de Bassegoda, senzilla i elegant església romànica del segle xii, restaurada recentment. És d'una sola nau amb volta apuntada i absis semicircular, façana orientada al migdia amb campanar d'espadanya.
- Sant Martí de Corsavell.
- Sant Joan de Baussols, segle xiv. Abandonada des del 1910, per la caiguda d'uns llamps.
- Sant Feliu de Carbonills, segle xiv. Cal destacar de l'interior de l'església el terra enllosat, l'ara, el tenant de l'altar, la pica baptismal i les restes de pintures romàniques. D'aquí prové la làpida esculpida del segle xiii que hi ha a Sant Pere d'Albanyà.
- Sant Cristòfol dels Horts. Documentada l'any 990.
- Sant Corneli de la Muga o de Ribelles. La nau es troba en ruïnes i l'absis, sencer.
- Sant Bartomeu de Pincaró, segle XII
- Sant Andreu de Lliurona o Llorona, segle XII
- Santuari de la Mare de Déu del Mont. Remodelat el 2002, ofereix servei d'hostatgeria.
- Santuari de la Mare de Déu del Fau, Mare de Déu de les Formigues o de les Alades, segle xv. Conserva el retaule neoclàssic.
- Monestir de Sant Llorenç del Mont (o de Sous), segle xi. És al pla de Sous, en el faldar de la muntanya del Mont.
- Reserva natural de La Muga-Albanyà neix dins el terme municipal d'Albanyà
- Rutes BTT G-05 Salines-Bassegoda
- Museu Albert Molins.[6]

## Entitats culturals i associatives
- Colla Gegantera d'Albanyà. Compten amb quatre gegants (2 nous: Bassegoda i Muga, 2 vells: sense nom) i un capgròs (Tisa).
- Agrupació de Defensa Forestal (ADF)
- Àrea de caça Bassegoda - Riu Muga
- Comissió de Festes d'Albanyà